# Pointe de Grande Combe
La pointe de Grande Combe est un sommet de France situé en Haute-Savoie.

## Géographie

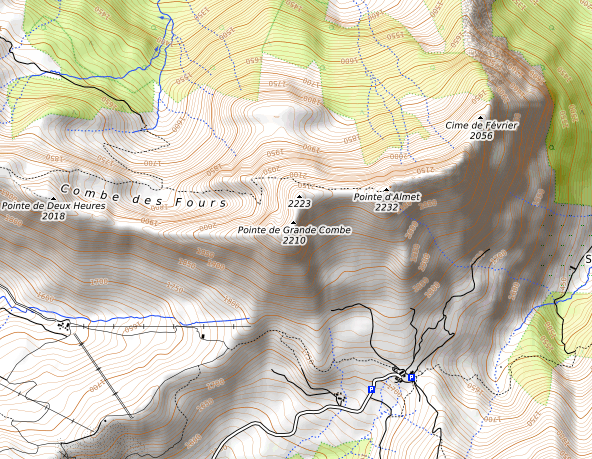
Carte topographique.

Le sommet qui s'élève à 2 210 mètres d'altitude se trouve sur la crête d'un petit chaînon montagneux qui s'étire d'est en ouest entre le col de la Colombière au nord-ouest et le col des Annes au sud-est, au-dessus du village Reposoir situé au nord-est. Les autres sommets de la montagne sont au nord-nord-est la pointe d'Almet à 2 232 mètres d'altitude et la cime de Février à 2 056 mètres d'altitude et à l'ouest la pointe de Deux Heures à 2 018 mètres d'altitude, la tête d'Auferrand à 1 981 mètres d'altitude et la pointe de la Botte à 1 807 mètres d'altitude. Ces sommets constituent avec le mont Lachat de Châtillon au sud la klippe des Annes, une formation géologique allochtone, ici des argiles calcaires du Jurassique inférieur, reposant sur des terrains autochtones (en), ici des flyschs du Jurassique supérieur et du Crétacé supérieur, au milieu des terrains à dominante calcaire du reste du massif des Bornes à l'ouest et de la chaîne des Aravis à l'est.
La pointe de Grande Combe est voisine d'un autre sommet situé juste au nord et dépourvu de toponyme bien qu'il culmine à une altitude légèrement supérieure avec 2 223 mètres. Ces deux pointes marquent le rebord oriental de la combe des Fours qui s'étire sur le flanc Nord de la montagne. Le sommet de la pointe de Grande Combe n'est pas accessible bien qu'un sentier de randonnée menant à la pointe d'Almet emprunte la combe des Fours à l'ouest.

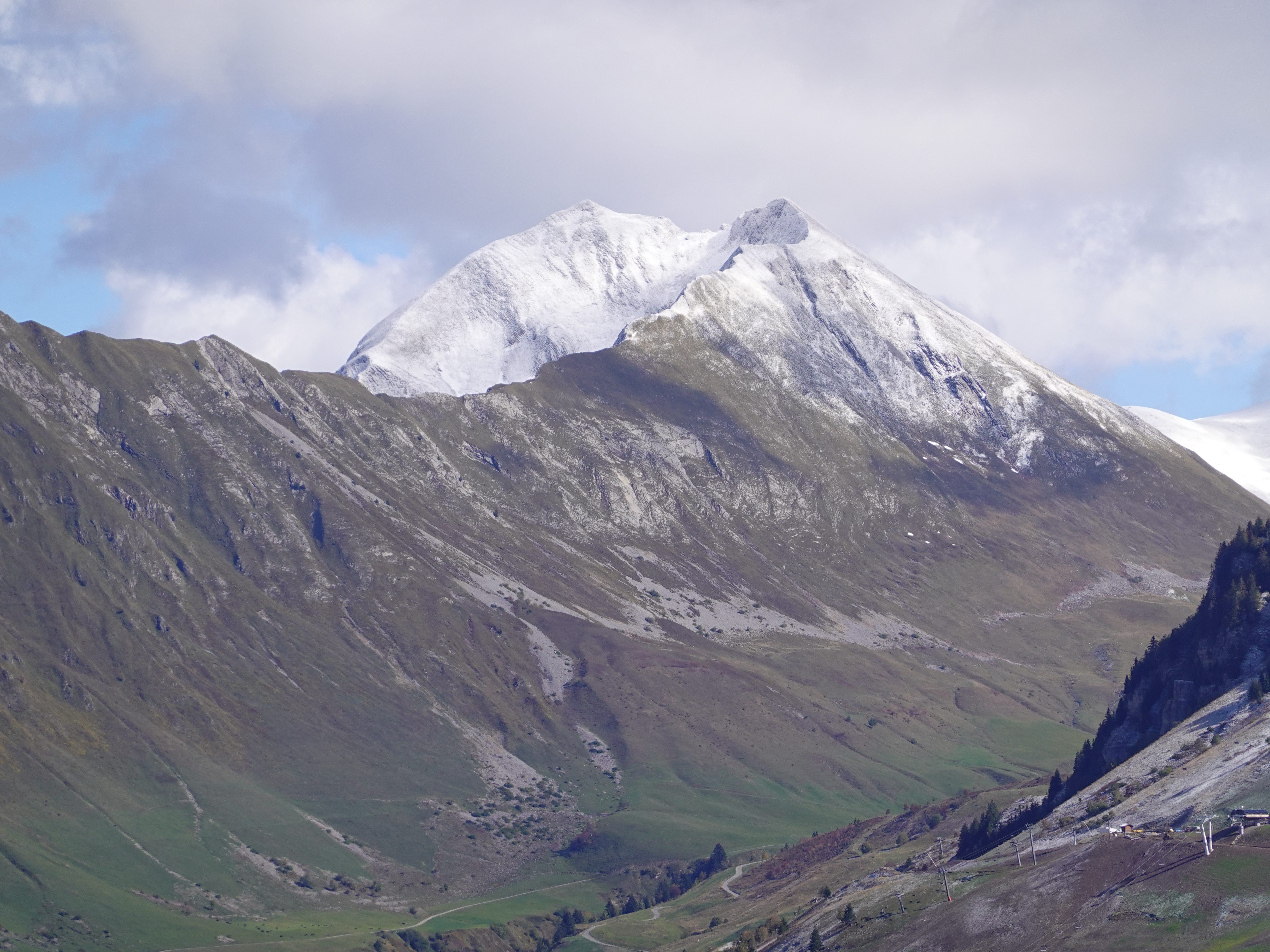
La pointe de la Grande Combe (à droite) et son sommet voisin non nommé (à gauche) enneigés vus depuis le sud-ouest.